# Porac (Pampanga)
Porac è una municipalità di prima classe delle Filippine, situata nella Provincia di Pampanga, nella regione di Luzon Centrale.
Porac è formata da 29 baranggay:
- Babo Pangulo
- Babo Sacan
- Balubad
- Calzadang Bayu
- Camias
- Cangatba
- Diaz
- Dolores (Hacienda Dolores)
- Inararo (Aetas)
- Jalung
- Mancatian
- Manibaug Libutad
- Manibaug Paralaya
- Manibaug Pasig
- Manuali

- Mitla Proper
- Palat
- Pias
- Pio
- Planas
- Poblacion
- Pulong Santol
- Salu
- San Jose Mitla
- Santa Cruz
- Sapang Uwak (Aetas)
- Sepung Bulaun
- Sinura
- Villa Maria (Aetas)